# باردوفکا
باردوفکا (انگلیسی: Bardovka) یک شهرک در شهرستان کوشنارنکوفسکی جمهوری باشقیرستان در کشور روسیه است.